# Zezé Di Camargo & Luciano (álbum de 2008)
Zezé Di Camargo & Luciano é o décimo oitavo álbum de estúdio da dupla brasileira de música sertaneja Zezé Di Camargo & Luciano, lançado em novembro de 2008 pela Sony Music. Recebeu disco de platina triplo da ABPD. Como faixa interativa, o disco apresenta um depoimento da dupla. O depoimento é o texto em que Zezé estava perdendo a voz durante os últimos anos, o que levou a dupla a ficar dois anos sem gravar um disco novo. Depois de recuperado, o cantor recuperou sua voz e lançou um disco novo com seu irmão.
Poucos meses antes do lançamento deste álbum, a dupla lançou como singles (que não são do álbum), as canções "Chega" (gravada inicialmente no CD homônimo de 1999, como faixa 5 do CD), que recebeu nova roupagem com os arranjos do grupo KLB; e "A Garota de Ontem", com participação do grupo, sendo esta última uma versão de "The Girl From Yesterday", da banda The Eagles. As duas canções foram lançadas após Zezé recuperar a voz, depois de ficar sem voz para gravar músicas.
A canção "Faça Alguma Coisa" foi tema da novela Paraíso.

## Faixas
| N.º | Título                    | Compositor(es)                                   | Duração |  |
| 1.  | "Introdução (Texto)"      | Zezé Di Camargo                                  | 0:40    |  |
| 2.  | "A Distância"             | Roberto Carlos / Erasmo Carlos                   | 3:56    |  |
| 3.  | "O Que Vai Ser de Nós"    | Carlos Randall / Danimar / Tivas                 | 3:51    |  |
| 4.  | "O Povo Fala"             | Alexandre / Jean Spagnol                         | 3:01    |  |
| 5.  | "Não Quero Te Perder"     | Carlos Randall / Randalzinho / Serginho Pinheiro | 4:25    |  |
| 6.  | "Estrada do Amor"         | Darci Rossi / Alexandre                          | 2:38    |  |
| 7.  | "Faça Alguma Coisa"       | César Augusto / Zezé Di Camargo                  | 2:41    |  |
| 8.  | "Nunca Amei Assim"        | Rick / Alexandre / Zezé Di Camargo               | 3:58    |  |
| 9.  | "Valeu Demais"            | Villa / Zel Moreira                              | 3:13    |  |
| 10. | "Pelos Botecos do Brasil" | Rick                                             | 2:41    |  |
| 11. | "Agora"                   | Elias Muniz / Serginho Pinheiro                  | 3:34    |  |
| 12. | "O Melhor é Dar Um Tempo" | Zezé Di Camargo / Piska                          | 3:10    |  |
| 13. | "Vida Boa"                | Fátima Leão / Alexandre / Netto                  | 3:01    |  |
| 14. | "Amor Correspondido"      | L. Pinheiro / Paulinho Levi / Tivas              | 4:07    |  |
| 15. | "Prisioneiro da Saudade"  | César Augusto / Edu Monteiro                     | 2:58    |  |
| 16. | "É o Amor (Instrumental)" | Zezé Di Camargo                                  | 4:45    |  |

## Certificações
| Brasil (Pro-Música Brasil)                | 3× Platina | 2009 | 450.000* |
| *número de vendas baseado na certificação |            |      |          |